# Cathédrale métropolitaine du Christ-Roi de Liverpool
Ne doit pas être confondu avec Cathédrale de Liverpool.
Cette  cathédrale n’est pas la seule cathédrale du Christ-Roi.
La cathédrale métropolitaine du Christ-Roi est la cathédrale catholique de Liverpool.

## Histoire
Peu de temps après l'établissement du diocèse catholique de Liverpool en 1850, Edward Welby Pugin fut chargé de faire un projet de cathédrale. De ce dessin gothique ne fut bâtie que la chapelle de la Vierge à Everton (en). La construction dut s'arrêter, faute de moyens. Soixante ans s'écoulèrent ensuite avant la renaissance de l'idée d'une cathédrale en 1922.
En 1930, l'archevêque Downey acheta ce qui avait été autrefois l'emplacement de l'Asile des Pauvres à Brownlow Hill. Sir Edwin Lutyens fut choisi comme architecte, la première pierre fut posée le 5 juin 1933, dimanche de Pentecôte. Suivant la suggestion du pape Pie XI, la nouvelle cathédrale devait être consacrée au Christ-Roi.
L'irruption de la guerre en 1939 interrompit la construction et la crypte ne fut achevée qu'en 1958. La guerre terminée, l'inflation rendait le projet de Lutyens irréalisable.

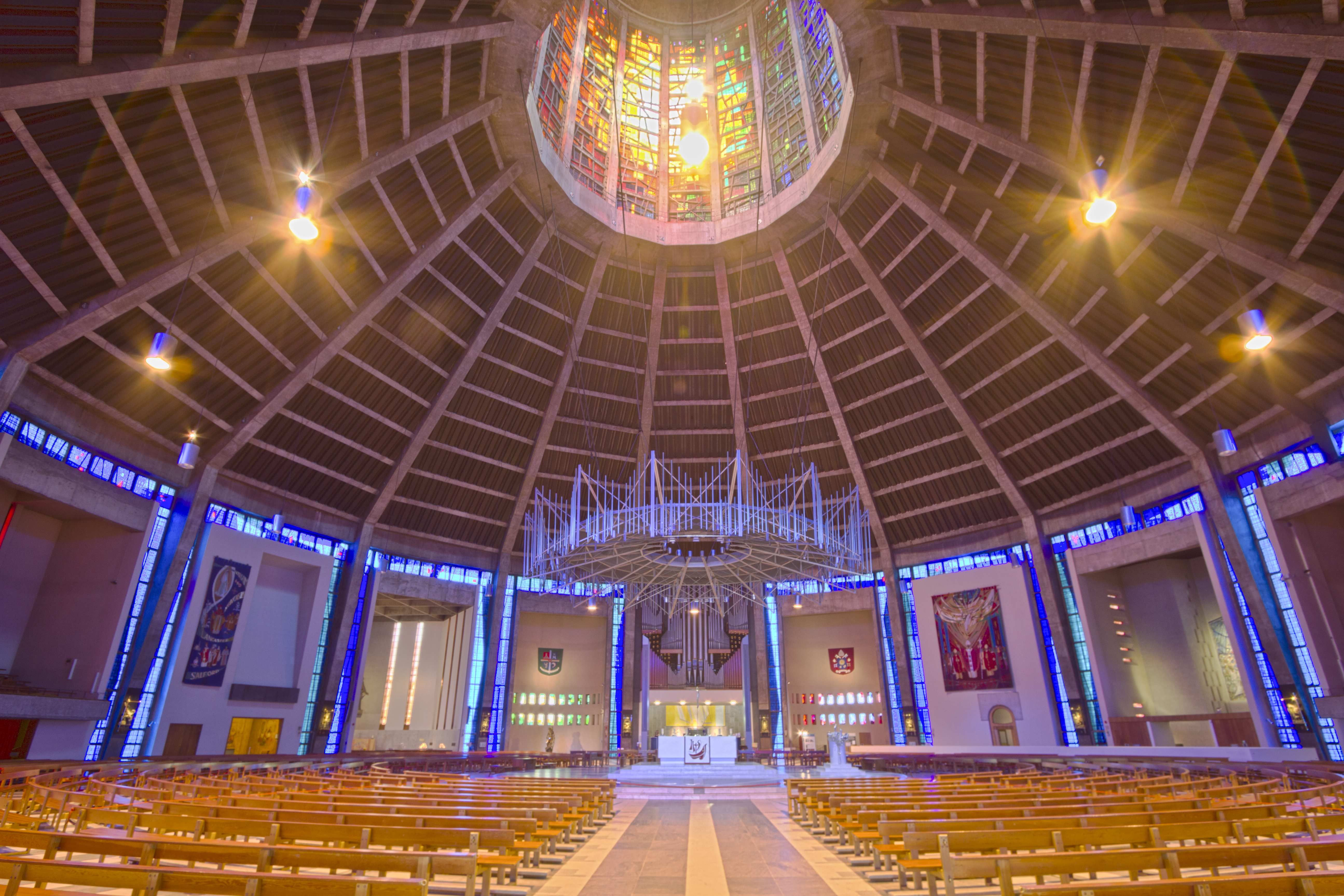
L'intérieur de la cathédrale.

Ce fut l'archevêque Heenan qui réalisa une cathédrale conforme au nouvel esprit liturgique en formulation durant le concile Vatican II. 1960 vit le lancement d'un concours mondial, l'œuvre gagnante fut le projet de Frederick Gibberd (en). Les travaux commencèrent le jour de la Pentecôte 1962 et la cathédrale fut inaugurée le 14 mai 1967. Pour la consécration, le légat du pape était le cardinal Heenan, archevêque de Westminster.
Depuis son ouverture, beaucoup d'événements importants s'y sont déroulés, notamment la visite de la Reine en 1977, le congrès pastoral national en 1980, la visite du pape Jean-Paul II en 1982, et le lancement du concile des Églises de Grande-Bretagne et d'Irlande en 1990.
En novembre 2008, un vote effectué en ligne par les lecteurs du site VirtualTourist.com place la cathédrale en quatrième position des édifices les plus laids du monde.